# E Street Band
E Street Band är Bruce Springsteens kompband som turnerat mest och spelat in flest album och singlar med honom.
Namnet E Street Band kommer av att dåvarande keyboardisten David Sancious bodde på E Street i Belmar, New Jersey. Han var den siste av bandmedlemmarna som hämtades av de övriga när de skulle ut på spelningar. En gång när de satt och väntade på honom sade Springsteen att de hade tillbringat så mycket tid parkerade på gatan att de borde kalla bandet E Street Band. Sancious var aldrig med i bandet under det officiella namnet E Street Band.
Bandmedlemmarna har även individuellt eller som grupp spelat med artister som Bob Dylan, Neil Young, Meat Loaf, Bonnie Tyler, Dire Straits, David Bowie, Peter Gabriel, Sting, Ian Hunter, Ringo Starr, Ronnie Spector, Gary U.S. Bonds, Darlene Love, Southside Johnny, Santana, Lucinda Williams, Steve Earle, Emmylou Harris, Tracy Chapman och Aretha Franklin. 
När de inte har arbetat med Bruce Springsteen, har medlemmar ur bandet spelat in soloskivor och haft framgångsrika karriärer som gästmusiker, producenter, låtskrivare, skådespelare och andra uppdrag inom nöjesbranschen. De mest kända är Max Weinberg som leder The Max Weinberg 7 i Late Night With Conan O'Brien sedan 1993 samt Steven Van Zandt som medverkade som barägaren Silvio Dante i tv-serien Sopranos från 1999 till 2007.

## Historia

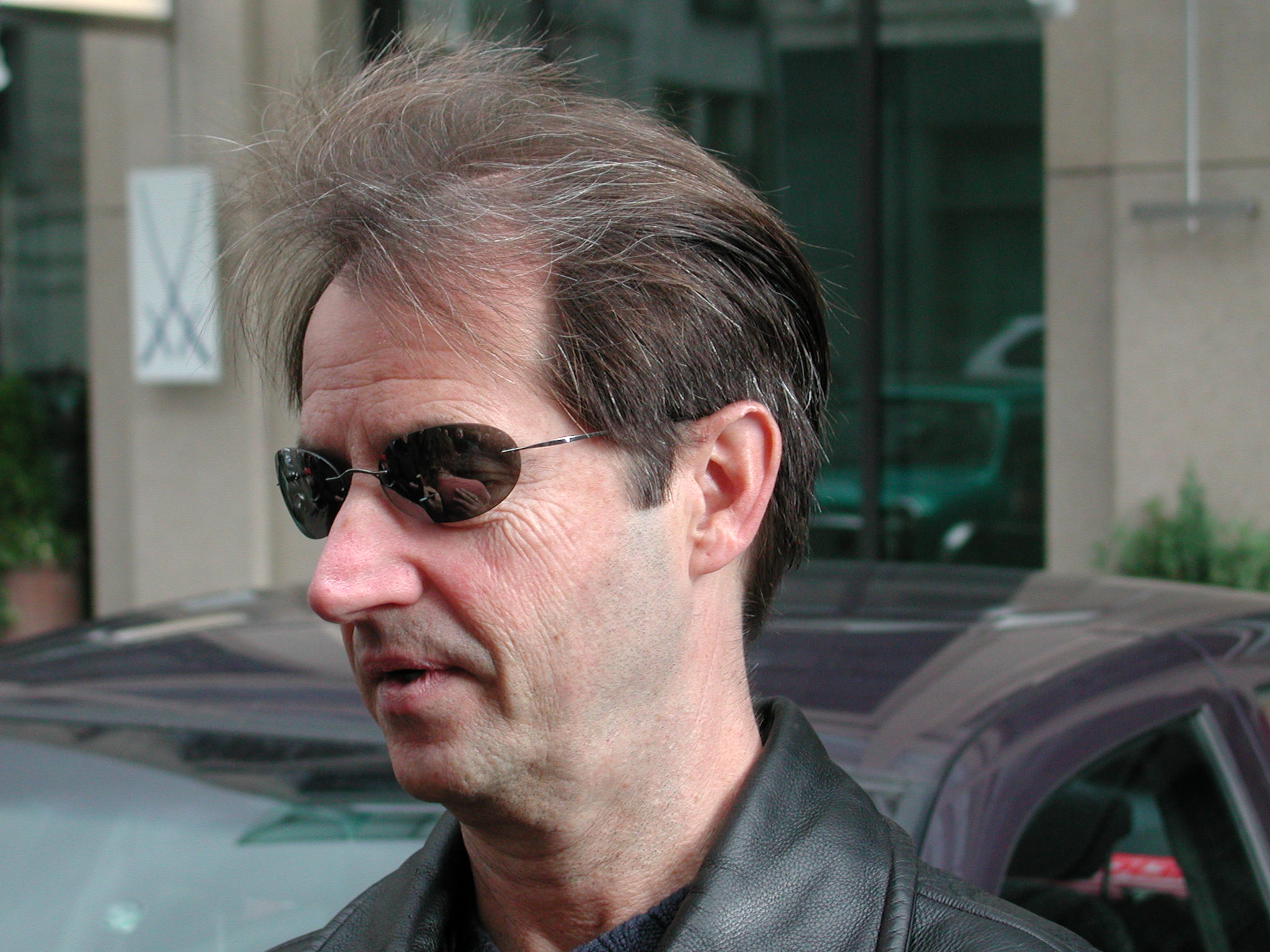
Garry Tallent

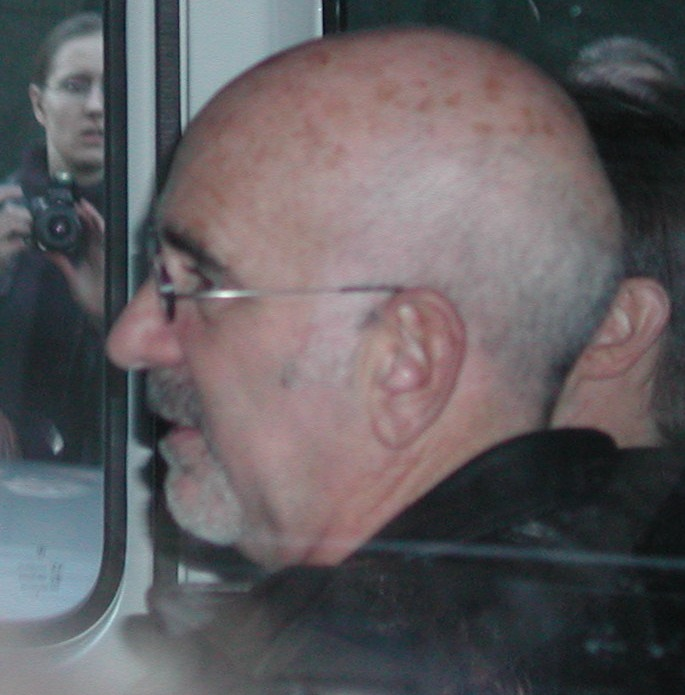
Roy Bittan

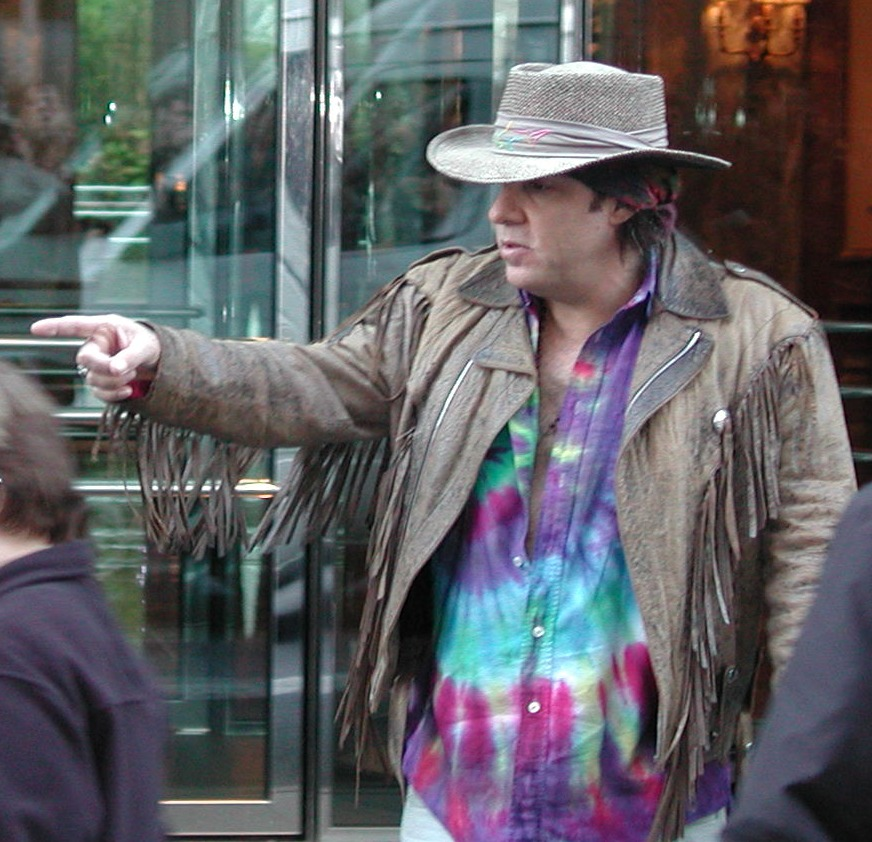
Steven Van Zandt

E Street Band anses ha bildats i oktober 1972 även om de inte tog det officiella namnet förrän 1974.
Ursprungsmedlemmarna var Clarence Clemons (saxofon), Danny Federici (keyboard, orgel), Vini "Mad Dog" Lopez (trummor), David Sancious (keyboard) och Garry Tallent (bas). Sancious status som medlem är omdiskuterat eftersom han, efter inspelningen av Greetings from Asbury Park, N.J., inte deltog på den efterföljande turnén. Det dröjde till juni 1973 innan han började att medverka på Springsteens konserter.
I februari 1974 ombads Lopez att lämna bandet och ersattes då av Ernest "Boom" Carter. Några månader senare, i augusti samma år, slutade Sancious och Carter bandet för att bilda sitt eget band, Tone. De ersattes i september av Roy Bittan (keyboard), Max Weinberg (trummor) och Suki Lahav (violin). 
Lahav lämnade bandet i mars 1975, då hon flyttade till Israel. Steven Van Zandt (gitarr och sång), som länge hade kopplats ihop med Springsteen och spelat i flera tidigare band med honom, kom officiellt med i gruppen i juli 1975.
Denna uppsättning av bandmedlemmar bestod fram till i början av 1980-talet då Van Zandt lämnade bandet för en egen karriär. Detta blev officiellt 1984 och i juni samma år kom Nils Lofgren (gitarr och sång) med samtidigt med Springsteens blivande fru, Patti Scialfa (sång, och senare gitarr).
Från 2002 finns även Soozie Tyrell (violin och sång) med i bandet. Tyrell hade tidigare arbetat med Scialfa och sporadiskt med Springsteen sedan början av 1990-talet. I november 2007 hoppade Danny Federici av den pågående Magic-turnén för att genomgå behandling för cancer. Han ersattes tillfälligt av Charles Giordano, som tidigare spelat med Springsteen i The Sessions Band. Efter att Federici avlidit i april 2008 har Giordano fortsatt spela med bandet.
Vid vissa tillfällen har bandet utökats med en blåssektion, som ibland kallas The Miami Horns. Deras mest berömda medlemmar är Richie "La Bamba" Rosenberg (trombon) och Mark Pender (trumpet), vilka båda spelat med Weinberg i The Max Weinberg 7.
Under delar av 2009 års Working on a Dream Tour har 18-åriga Jay Weinberg, son till Max Weinberg, spelat trummor i bandet. Detta då fadern varit upptagen med inspelningarna av The Tonight Show with Conan O'Brien.

### Tidslinje

#### 1972–1974
Den första uppsättningen av The E Street Band, innan de tog namnet, bestod av:
- Bruce Springsteen – gitarr och sång
- Clarence Clemons – saxofon
- Danny Federici – orgel
- Vini Lopez – trummor
- Garry Tallent – basgitarr

1973 kom David Sancious in i bandet på keyboard. 1974 fick Vini Lopez sparken och ersattes av Ernest Carter på trummor. Senare under året lämnade Sancious och Carter gruppen för att starta jazzbandet The Tone.

#### 1974–1975
Namnet The E Street Band blev officiellt 1974 och bandet gjorde sitt första officiella framträdande den 19 september samma år.
- Bruce Springsteen – gitarr, sång, munspel
- Clarence Clemons – saxofon
- Danny Federici – orgel
- Garry Tallent – basgitarr
- Roy Bittan – keyboard, piano
- Max Weinberg – trummor
- Suki Lahav – violin (kom med i bandet 4 oktober 1974).

Suki Lahav lämnade bandet 1975.

#### 1975–1982
1975 kom Steven Van Zandt med i bandet på gitarr.
- Bruce Springsteen – gitarr, sång, munspel
- Clarence Clemons – saxofon
- Danny Federici – orgel
- Garry Tallent – basgitarr
- Roy Bittan – keyboard, piano
- Max Weinberg – trummor
- Steve Van Zandt – gitarr

1982 lämnade Steve Van Zandt bandet för en solokarriär.

#### 1984–1995

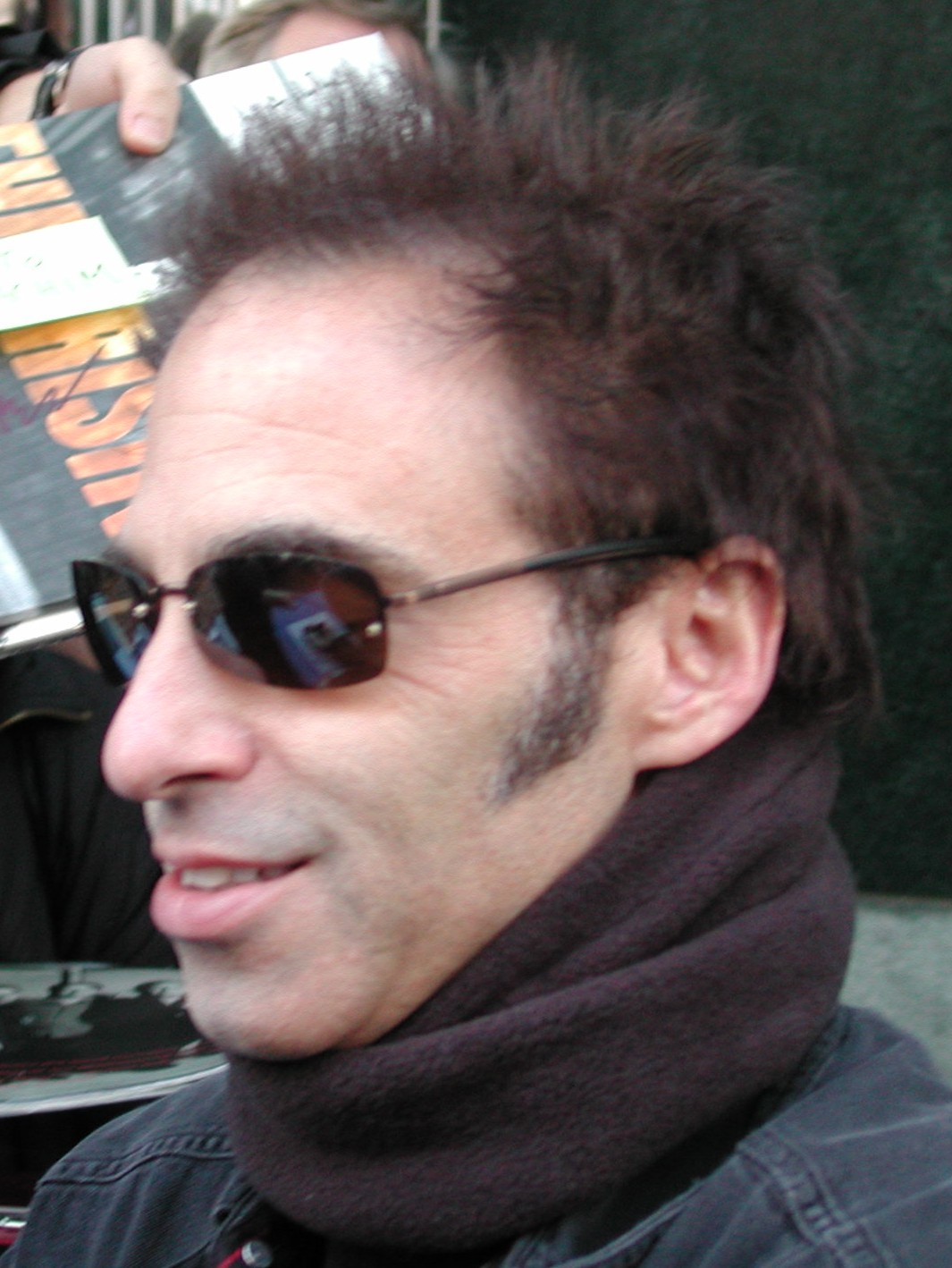
Nils Lofgren

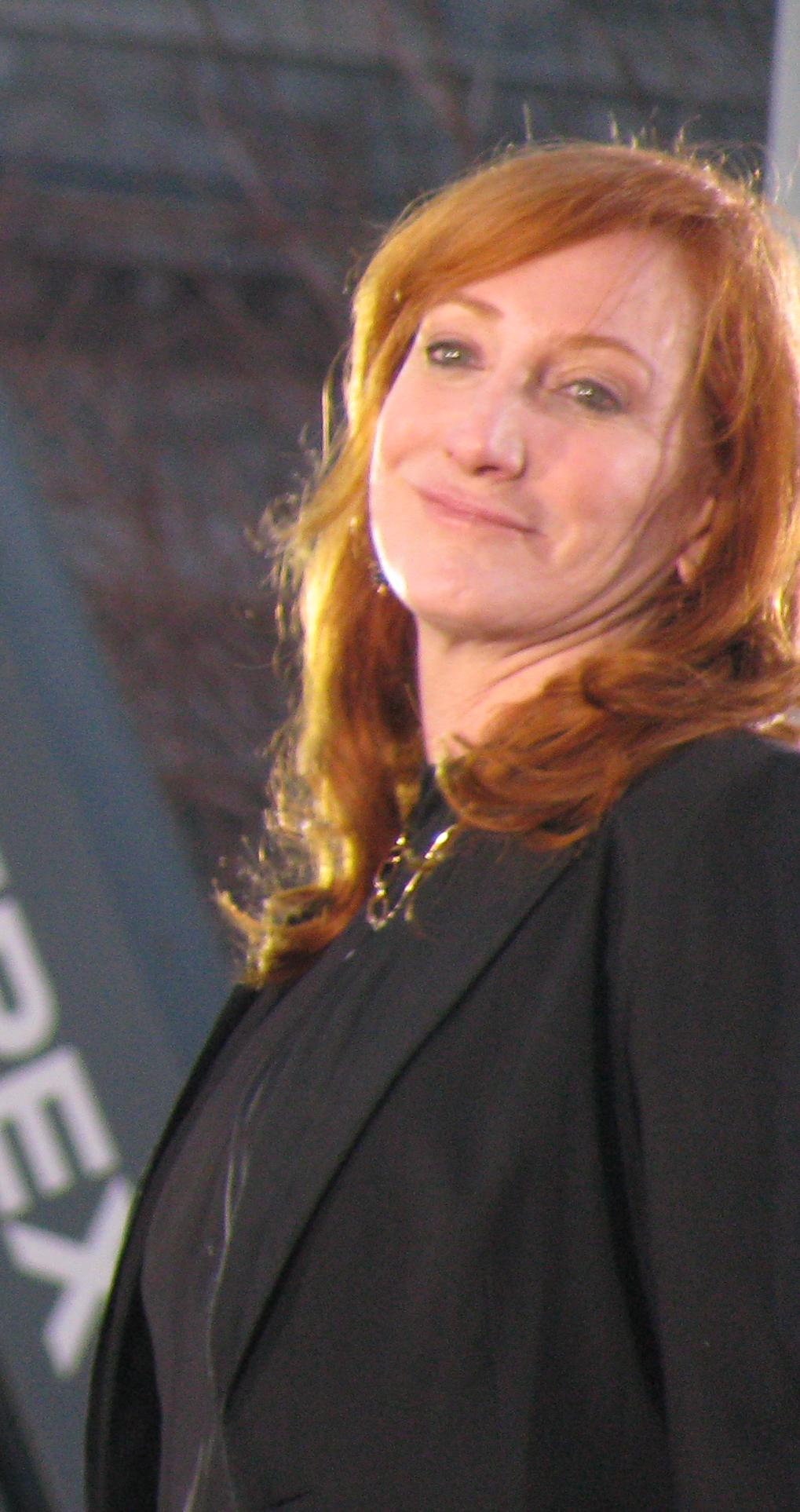
Patti Scialfa

Patti Scialfa, sång och Nils Lofgren, gitarr kom med i bandet.
- Bruce Springsteen – gitarr, sång, munspel
- Clarence Clemons – saxofon
- Danny Federici – orgel, dragspel, glockenspiel
- Garry Tallent – basgitarr
- Roy Bittan – keyboard, piano
- Max Weinberg – trummor
- Nils Lofgren – gitarr, sång
- Patti Scialfa – sång, tamburin

Bandet splittrades 1989 men återförenades 1995 för att spela in extramaterial till Bruce Springsteens album Greatest Hits. Därefter gjorde bandet uppehåll till 1999.

#### 1999–2000
1999 återvände Steve Van Zandt till bandet.
- Bruce Springsteen – gitarr, sång, munspel
- Clarence Clemons – saxofon
- Danny Federici – orgel, dragspel, glockenspiel
- Garry Tallent – basgitarr
- Roy Bittan – keyboard, piano
- Max Weinberg – trummor
- Nils Lofgren – gitarr, sång, pedal steel guitar, slidegitarr, Dobro, banjo
- Patti Scialfa – sång, akustisk gitarr
- Steve Van Zandt – gitarr, sång, mandolin

#### 2002–2008
2002 kom Soozie Tyrell med på violin.
- Bruce Springsteen – gitarr, sång, munspel
- Clarence Clemons – saxofon, tamburin
- Danny Federici – orgel, dragspel, glockenspiel
- Garry Tallent – basgitarr
- Roy Bittan – keyboard, piano
- Max Weinberg – trummor
- Nils Lofgren – gitarr, sång, banjo, pedal steel guitar, slidegitarr, dobro
- Patti Scialfa – akustisk gitarr, tamburin, sång
- Steve Van Zandt – gitarr, mandolin, sång
- Soozie Tyrell – violin

#### 2008–2011
2008 ersatte Charles Giordano avlidne Danny Federici.
- Bruce Springsteen – gitarr, sång, munspel
- Clarence Clemons – saxofon
- Charles Giordano – orgel, dragspel
- Garry Tallent – basgitarr
- Roy Bittan – keyboard, piano
- Max Weinberg – trummor
- Nils Lofgren – gitarr, sång, pedal steel guitar
- Patti Scialfa – sång, akustisk gitarr
- Steve Van Zandt – gitarr, mandolin, sång
- Soozie Tyrell – violin

#### 2012–
2012 ersatte Jake Clemons avlidne Clarence Clemons. Bandet utökades med en bakgrundskör och en blåssektion som Springsteen under konserterna kallade E Street Choir respektiv E Street Horns.
- Bruce Springsteen – gitarr, sång, munspel
- Garry Tallent – basgitarr
- Roy Bittan – keyboard, piano, dragspel
- Max Weinberg – trummor
- Nils Lofgren – gitarr, bakgrundssång, pedal steel guitar, dragspel
- Patti Scialfa – bakgrundssång, akustisk gitarr
- Steve Van Zandt – gitarr, bakgrundssång, mandolin
- Soozie Tyrell – violin
- Charles Giordano – orgel, dragspel och keyboard
- Cindy Mizelle – bakgrundssång, slagverk
- Curtis King – bakgrundssång, slagverk
- Michelle Moore – bakgrundssång
- Ed Manion – saxofon
- Jake Clemons – saxofon
- Curt Ramm – trumpet
- Clark Gayton – trombon
- Barry Danielian – trumpet

## Greetings From Asbury Park
I slutet av 1960-talet och i början av 1970-talet fanns ett aktivt musikliv i och omkring Asbury Park. Framstående musiker var Bruce Springsteen och Southside Johnny liksom de tidiga medlemmarna i E Street Band. Clemons, Federici, Lopez, Sancious, Tallent och Van Zandt utvecklade sina musikaliska kunskaper i flera band, både med och utan Springsteen. Bland banden fanns Little Melvin & The Invaders, The Downtown Tangiers Band, The Jaywalkers, Moment Of Truth, Glory Road, Child, Steel Mill, Dr.Zoom & The Sonic Boom, The Sundance Blues Band och The Bruce Springsteen Band. 1972, när Springsteen fick ett skivkontrakt med CBS Records, handplockade han de bästa Jersey Shore-musikerna till sitt debutalbum Greetings from Asbury Park, N.J.. 1973 hade de spelat in ytterligare ett album, The Wild, the Innocent & the E Street Shuffle.

## Namnet E Street Band
E Street Bands rykte som studiomusiker befästes på 1970- och 1980-talet genom deras medverkan på Springsteens album Born to Run, Darkness on the Edge of Town, The River och Born in the U.S.A.. Till skillnad från andra kompband, som till exempel The Silver Bullet Band och The Heartbreakers, så fick de dock aldrig äran i samband med Springsteens album. Endast individuella medlemmar omnämndes. Även om bandet bidrog med den större delen av musiken så släpptes albumen under namnet Bruce Springsteen. De nämndes inte ens i texterna på albumomslagen fram till i en mening på insidan av omslaget till The River, och senare på Born in the U.S.A.. Senare album som Tunnel of Love och Greatest Hits nämner dock E Street Band och listar medlemmarna.
I samband med konserterna var det annorlunda, då de nästan alltid utannonserades som Bruce Springsteen & The E Street Band, och Springsteen lade mycket energi på att bygga upp det varumärket. En låt under varje konsert innehöll en lång presentation av bandets medlemmar, med smeknamn och karaktärer och avslutades med presentationen av "The Big Man", Clarence Clemons. Springsteen har även alltid delat intäkterna från konserterna lika med bandmedlemmarna.
1979 då Springsteen och bandet deltog i albumet och filmen No Nukes, fick båda äran av liveframförandet. Bandet fick sitt fulla omnämnande på ett Springsteenalbum i samband med Bruce Springsteen & E Street Band Live 1975-1985, som liksom senare livealbum och live-DVD har namnet med på omslagen.

## Southside Johnny, Ronnie Spector och Gary U.S. Bonds
Steven Van Zandt började att skaffa sig ett rykte som producent och låtskrivare. Vid sidan av att hjälpa till med produktionen av Springsteenalbum arbetade han även med sina andra artister, Southside Johnny & The Asbury Jukes liksom med Ronnie Spector och Gary U.S. Bonds, innan han startade sin egen solokarriär som Little Steven. E Street Band och Springsteen hjälpte honom med alla dessa projekt. 1977 spelade de in en singel med Ronnie Spector, som innehöll en cover på Billy Joels "Say Goodbye To Hollywood" och Van Zandts "Baby Please Don't Go". Detta var första gången som bandet fick hela äran för musiken. 1978 blev Weinberg och Tallent heders-Jukes när de spelade in Hearts Of Stone med Southside Johnny.
Tidigt på 1980-talet hjälpte bandet Gary U.S. Bonds att återuppta sin karriär genom att medverka på albumen Dedication och On The Line. Albumen producerades av Van Zandt och Springsteen och båda bidrog med egna låtar samt en cover på cajunklassikern Jole Blon. De måttliga framgångarna med dessa album ledde till att Van Zandt fick ett solokontrakt med EMI. I början då han inte hade ett eget band så lånade han in Clemons, Federici, Tallent och Weinberg samt några medlemmar ur The Asbury Jukes, bland andra Rosenberg och Pender, för att spela in sitt debutalbum från 1982, Men Without Women. Detta släpptes under namnet Little Steven & The Disciples Of Soul.

## Medverkan av E Street Band
Även andra artister hade uppmärksammat bandet och medlemmarna fick flera uppdrag. Producenten och låtskrivaren Jim Steinman använde Bittan och Weinberg på Meat Loafs Bat Out of Hell och Dead Ringer, på sin egen Bad For Good samt på Bonnie Tylers Faster Than the Speed of Night och Secret Dreams and Forbidden Fire. Bittan, Weinberg och Tallent, spelade tillsammans med Mick Ronson in låten You're Never Alone With A Schizophrenic med Ian Hunter. Bittan och Federici spelade även keyboard på Garland Jeffreys Escape Artist, och den tidigare bidrog mycket på album med David Bowie, Dire Straits, Bob Seger och Stevie Nicks. Flera av albumen tillskriver äran till bandet genom texten "courtesy of The E Street Band".
Under hela 1980-talet var bandmedlemmarna inblandade i flera andra projekt. 1985 medverkade Bittan och Van Zandt på Bob Dylans album Empire Burlesque. 1985 var Van Zandt spjutspetsen för Artists United Against Apartheid som ledde till ett album med Springsteen, Clemons och många andra artister. Tallent producerade även en singel med Jersey Artists For Mankind där Springsteen, Lofgren, Clemons, Weinberg, Carter och Rosenberg medverkade. Clemons anlitade Sancious på både på sitt soloalbum Hero och på album med Zucchero Fornaciari. Clemons och Lofgren åkte även på turné med Ringo Starr and his All-Starr Band 1989.

## Upplösningen
1989 informerade Springsteen bandmedlemmarna att han inte behövde deras tjänster under de kommande åren. Han hade redan spelat in ett soloalbum Nebraska samt Tunnel of Love och även om delar av E Street band medverkade så blev 1988 års Human Rights Now! Tour sista gången de uppträdde tillsammans.
Medlemmarna började att gå sina egna vägar och till egna projekt. Tallent åkte till Nashville för att arbeta som producent, Federici till Kalifornien, Clemons till Florida och Lofgren till Maryland för att återuppta sin solokarriär. Weinberg startade bandet Killer Joe som han spelade in ett album med. TV-serien Scene Of The Crime hade ett gästspel av Little Steven som spelade gitarr till den instrumentala Springsteenlåten Summer On Signal Hill. 1992 spelade E Street Band och The Miami Horns på Darlene Loves singel All Alone At Christmas, som skrevs av Little Steven och som spelades i filmen Ensam hemma 2 - vilse i New York.
Springsteen gjorde gästframträdanden på soloalbum av både Nils Lofgren och Clarence Clemons och han spelade tillsammans med Max Weinberg, Garry Tallent och Little Steven när de samlades som heders-Jukes på Southside Johnnys Better Days 1992.
Springsteen fortsatte att använda medlemmar ur bandet under sina kommande inspelningar och projekt. Roy Bittan anlitades på både Human Touch och Lucky Town. Det tidigare albumet hade även gästspel av David Sancious och det senare blev Soozie Tyrells första med Springsteen. Patti Scialfa sjöng bakgrundssång på båda albumen. Little Steven producerade och spelade på en remix av Springsteensingeln "57 Channels", men den större delen av de medverkande var studiomusiker. E Street Band anlitades inte på Bruce Springsteen World Tour 1992-1993 även om Bittan deltog och Scialfa vid vissa tillfällen var bakgrundssångerska. Båda medverkade på In Concert/MTV Plugged. Danny Federici, Garry Tallent, Tyrell och Scialfa spelade på vissa låtar på The Ghost of Tom Joad och Federici, Tyrell och Scialfa medverkade sporadiskt på Devils & Dust.
Även om vissa medlemmar spelade på Human Touch, Lucky Town, In Concert/MTV Plugged, The Ghost Of Tom Joad och Devils & Dust, så betraktas inte dessa som E Street band-album. Springsteens PR-bolag Shore Fire Media nämner inte heller Tunnel of Love som ett E Street Band-album.

## Återföreningen
1995 släppte Springsteen Greatest Hits och E Street Band återförenades tillfälligt för att spela in fyra nya låtar. 1998 släppte han Tracks, en box med tidigare outgivna låtar från 1972 och framåt, där bandet medverkade i många låtar. 
1999, elva år efter att Springsteen hade upplöst bandet, återförenades de. De gav sig ut på den stora turnén Reunion Tour, som avslutades med en HBO-inspelning som resulterade i albumet Live In New York City. 2002 fortsatte återföreningen med albumet The Rising och den långa och framgångsrika turnén Rising Tour.
2004 deltog bandet i Springsteens Vote for Change-turné i samband med det amerikanska presidentvalet. Federici, Scialfa och Tyrell medverkade på Devils & Dust och hela bandet var med på Magic och den efterföljande turnén. Federici hoppade dock av turnén efter att ha drabbats av cancer och ersattes av Charles Giordano från Seeger Sessions Band.

## Diskografi

### Album och singlar med E Street Band

#### Med Bruce Springsteen
- Greetings from Asbury Park, N.J. (1973)
- The Wild, the Innocent & the E Street Shuffle (1973)
- Born to Run (1975)
- Darkness on the Edge of Town (1978)
- The River (1980)
- Born in the USA (1984)
- Live/1975-85 (1986)
- Tunnel of Love (1987)
- "Chimes of Freedom" (1988)
- Greatest Hits (1995)
- Tracks (1998)
- 18 Tracks (1998)
- Live in New York City (2001)
- The Rising (2002)
- The Essential Bruce Springsteen (2003)
- Magic (2007)
- Working on a Dream (2009)
- Greatest Hits (2009)
- Wrecking Ball (2012)
- Collection: 1973 - 2012 (2013)

#### Med Gary U.S. Bonds
- Dedication (1981)
- On the Line (1982)

#### Övriga album och singlar
- Ronnie Spector & The E Street Band: "Say Goodbye To Hollywood" / "Baby Please Don't Go" (1977)
- Musicians United for Safe Energy: No Nukes (1979)
- Various artists: In Harmony 2 (1981)
- Various artists: A Very Special Christmas (1987)
- Various artists: Folkways - A Vision Shared (1988)
- Darlene Love: "All Alone At Christmas" (1992)
- Various artists: The Concert for the Rock & Roll Hall of Fame (1996)
- Varius artists: Enjoy Every Sandwich - The Songs Of Warren Zevon

### Album och singlar med två eller flera av bandmedlemmarna

#### Med Bruce Springsteen
- Human Touch (1992) (Bittan, Scialfa, tidigare medlem Sancious)
- Lucky Town (1992) (Bittan, Scialfa, senare medlem Tyrell)
- In Concert/MTV Plugged (1992) (Bittan, Scialfa)
- The Ghost of Tom Joad (1995) (Federici, Tallent, Scialfa, Tyrell)
- Devils & Dust (2005) (Federici, Scialfa, Tyrell)
- We Shall Overcome: The Seeger Sessions (2006) (Scialfa, Tyrell)

#### Med Meat Loaf
- Bat Out of Hell (1977)
- Dead Ringer (1981)

#### Med Southside Johnny & The Asbury Jukes
- Hearts of Stone (1978)
- Better Days (1992)

#### Med Bonnie Tyler
- Faster Than the Speed of Night (1983)
- Secret Dreams and Forbidden Fire (1986)

#### Övriga artister
- Ian Hunter: You're Never Alone With a Schizophrenic (1979)
- Garland Jeffreys: Escape Artist (1980)
- Jim Steinman: Bad for Good (1981)
- Little Steven & The Disciples of Soul: Men Without Women (1982)
- Clarence Clemons: Hero (1985)
- Artists United Against Apartheid: Sun City (1985)
- Jersey Artists Ffor Mankind: "We Got the Love" / "Save Love, Save Life" (1986)
- Ringo Starr: Ringo Starr And His All-Starr Band (1990)
- Nils Lofgren: Silver Lining (1990)
- Killer Joe: Scene of the Crime (1991)
- Bob Dylan: The Bootleg Series Vol. III (1991)
- Patti Scialfa: Rumble Doll (1993), "23rd Street Lullaby" (2004)
- Soozie Tyrell: White Lies (2003)